# رقص بافالو (فلم)
رقص بافالو (بالإنجليزية: Buffalo Dance) هو فيلم أبيض وأسود صامت أمريكي من إنتاج استوديوهات إيديسون عام 1894، من إنتاج ويليام كينيدي ديكسون مع ويليام هايس كمصور سينمائي. تم تصوير الفيلم في استوديو إيديسون بلاك ماريا على بكرة واحدة، باستخدام مقياس قياسي 35 مم، ويبلغ وقت تشغيله 16 ثانية. في نفس وقت فيلم رقصة أشباح السيوكس. هذان اثنان من أقدم الأفلام التي تم إنتاجها يظهر فيها سكان أمريكا الأصلييون. وفقًا لفهرس إيديسون، كان المؤدون في كلا الفيلمين من شعب السيوكس الذين يرتدون الأزياء التقليدية. يظهر أثناء الرقصة ثلاثة راقصين في دائرة واثنان من عازفي الطبل.

## روابط خارجية
- رقص بافالو  في قاعدة بيانات الأفلام على الإنترنت (بالإنجليزية)
- Buffalo Dance على يوتيوب